# Збірна Кюрасао з футболу
Збі́рна Кюраса́о з футбо́лу — національна футбольна команда, що представляє Кюрасао на міжнародних змаганнях. Контролюється Федерацією футболу Кюрасао.
Станом на 3 квітня 2025 посідає 90-e місце у рейтингу футбольних збірних світу.

## Історія
Хоч Кюрасао не є суверенною державою, у березні 2011 року, збірна стала членом ФІФА як наступник Нідерландських Антильських островів.

## Чемпіонат світу

### Як територія Кюрасао
- 1930 –  1954 — не брала участі

### Як Нідерландські Антильські острови
- 1958 – 2010 — не пройшла кваліфікацію

### Як Кюрасао
- 2014 – 2022 — не пройшла кваліфікацію

## Чемпіонат націй КОНКАКАФ

### Як Нідерландські Антильські острови
- 1963 — 3-є місце
- 1965 — 5-е місце
- 1967 — груповий етап
- 1969 — 3-є місце
- 1971 — не брала участі
- 1973 — 6-е місце
- 1977–1989 — не пройшла кваліфікацію

## Золотий кубок КОНКАКАФ

### Як Нідерландські Антильські острови
- 1991 — не пройшла кваліфікацію
- 1993 — не брала участі
- 1996–2000 — не пройшла кваліфікацію
- 2002 — не брала участі
- 2003 — не пройшла кваліфікацію
- 2005 — відмовилась від участі
- 2007–2009 — не пройшла кваліфікацію

### Як Кюрасао
- 2011–2015 — не пройшла кваліфікацію
- 2017 — груповий етап
- 2019 — чвертьфінал
- 2021 — відмовилась через COVID-19
- 2023 — не пройшла кваліфікацію
- 2025 — груповий етап